# Capella de l'Aparició (Reus)
La Capella de l'Aparició és una capella situada al costat del Santuari de Misericòrdia a la ciutat de Reus inclosa a l'Inventari del Patrimoni Arquitectònic de Catalunya.

## Descripció
És un edifici de petites dimensions, que té una planta circular coberta per una cúpula i coronada amb una creu. La porta és allindanada i tancada al públic per un vidre tot i que conserva una rèplica de la reixa de ferro que hi havia en origen. Exteriorment és força senzilla, sense ornaments. Tot i que té un estucat de color torrat, encara es poden veure els carreus de pedra de grans dimensions i perfectament escairats que conformem el parament murari. La cúpula arranca d'una suau motllura, que és l'única concessió decorativa d'aquest edifici de caràcter sever. Al seu interior hi ha un altar de marbre treballat i un quadre de rajoles que representa l'aparició de la Mare de Déu de Misericòrdia, emmarcat amb pedra, obra de Guivernau, amb una data, 25-9-1592. El paviment és també de marbre i les parets estan pintades de blanc.

## Història
La capella original va ser construïda on avui trobem l'actual, on la llegenda explica que s'aparegué la Verge a Isabel Besora. El juliol del 1936 fou destruïda i a l'acabar la Guerra Civil (1936 - 1939) es reconstruí. Maria Josepa Briansó de Llevat regalà un retaule policromat per a la capella, que posteriorment el ceramista Guivernau transformà en rajola, col·locada a la zona de davant de la porta. L'agost de 1986, començaren les obres de restauració segons un projecte de Joan Bassegoda. La nova capella arranjada s'inaugurà el 25 de setembre de 1986.